# Caradrina plesiarchia
Caradrina plesiarchia är en fjärilsart som beskrevs av Charles Boursin 1937. Caradrina plesiarchia ingår i släktet Caradrina och familjen nattflyn. Inga underarter finns listade i Catalogue of Life.